# The Massacre (film)
Pour l’article homonyme, voir The Massacre.
The Massacre est un film américain réalisé par D. W. Griffith et sorti en 1912 en Europe, avant de sortir aux États-Unis en 1914. 

## Synopsis
Le film est inspiré d'une attaque criminelle du lieutenant-colonel Custer qui a pris l'initiative d'une attaque surprise d'un campement indien.

## Fiche technique
- Réalisation : D. W. Griffith
- Scénario : D. W. Griffith
- Production : Biograph Studios
- Photographie : G. W. Bitzer
- Lieu de tournage :  Fort Lee, New Jersey
- Durée : 30 minutes (version restaurée)
- Genre : Western
- Dates de sortie : 
  - Royaume-Uni : 19 décembre 1912[3]
  - États-Unis : 26 février 1914[4],[5]

## Distribution

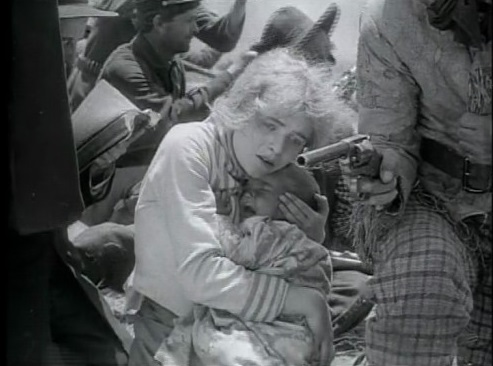
Blanche Sweet dans une scène du film

- Wilfred Lucas : Stephen
- Blanche Sweet
- Charles West
- Alfred Paget : le chef indien
- Lionel Barrymore
- Charles Craig
- Edward Dillon : John Randolph
- Charles Gorman
- Robert Harron
- Dell Henderson
- Harry Hyde
- J. Jiquel Lanoe
- Charles Hill Mailes

## Production
Le film a été tourné en mai 1912 dans la vallée de San Fernando en Californie, mais il n'a pas été projeté aux États-Unis avant février 1914, alors que Griffith avait quitté la compagnie Biograph depuis déjà 6 mois.